# Museu de la Tabanka
El Museu de la Tabanka (en portuguès: Museu da Tabanka) és un museu especial ubicat en la localitat de Assomada en la part central de l'illa de Santiago del país africà i arxipèlag de Cap Verd que està relacionat amb la música, especialment la Tabanka. L'edifici va ser construït per Repartição da Fazenda i dos Correios que es considera un patrimoni cultural i històric pels seus traços arquitectònics, l'actual centre cultural de Assomada està situat en el cor de la ciutat. El Museu de la Tabanka organitza exposicions temporals i espectacles diversos, cerca i ofereix vida cultural en el municipi de Santa Catarina i l'interior de l'illa de Santiago. El museu compta amb unes propietats valuoses d'escriptura, dibuix i documentacions relacionades amb la Tabanka, una desfilada local original en el qual les figures locals tradicionals són ridiculitzades.